# ماشین‌های عظیم با جرمی کلارکسون
ماشین‌های نهایی (عظیم) با جرمی کلارکسون (انگلیسی: Jeremy Clarkson's Extreme Machines) مجموعه مستند شش قسمتی بود که در سال ۱۹۹۸ از شبکه بی‌بی‌سی دو پخش شد. در این مجموعه جرمی کلارکسون، مجری برنامه یک سری خودرو، هواپیما و قایق را تست میکرد.